# ريناتو دي مورايس
ريناتو دي مورايس هو لاعب كرة قدم برازيلي في مركز الوسط، ولد في 16 أغسطس 1980 في ساو باولو في البرازيل. لعب مع أرارات يريفان ونادي أوليسيس ونادي رودار فيلينيه.

## وصلات خارجية
- ريناتو دي مورايس على موقع قاعدة بيانات كرة القدم.إي يو (الإنجليزية)
- ريناتو دي مورايس على موقع Soccerway.com (الإنجليزية)